# Моше Сафді
Моше Сафді (англ. Moshe Safdie) (нар. 14 липня 1938, Хайфа, Палестина (нині Ізраїль)) — ізраїльський, канадський і американський архітектор.

## Біографія
Моше Сафді народився в 1938 році у Хайфі, старший син у родині вихідців з Сирії. Батько, Леон, уродженець Алеппо, торговець текстилем. Мати, Рахель, з сім'ї вихідців з Алеппо, що мешкає в Англії, працювала секретарем. Батьки познайомилися і почали сімейне життя в Палестині. У віці 15 років Моше Сафді переїхав разом з батьками в Монреаль (Канада). Закінчив Університет Макгілла за спеціальністю «Архітектура» в 1961 році і практикувався під керівництвом Луїса Кана у Філадельфії.
Коли йому було 24 роки, дипломна робота була обрана для втілення на Всесвітній виставці 1967 року (Expo 67), що проходила в Монреалі. Цей проект під назвою Хабітат 67 (англ. Habitat 67), являє собою житловий комплекс, споруджений з об'ємних елементів, які встановлені на місце подібно блоків конструктора Lego. У 1967 році Моше повернувся в Ізраїль, де брав участь у відновленні старого Єрусалима. У 1978 році переїхав до США у зв'язку з викладанням в Гарвардському університеті.
Живе в Кембриджі (штат Массачусетс, США), є громадянином Канади, Ізраїлю та Сполучених Штатів. Його компанія, Moshe Safdie and Associates, Inc. має філії в Торонто і Єрусалимі.

## Обрані проекти і споруди
- Меморіальний комплекс Халза. Пенджаб, Индия
- Хабітат 67. Expo 67. Монреаль, Канада
- Культурний центр Кірбол (англ. Skirball Cultural Center). Лос-Анджелес, Каліфорнія, США
- Музей мистецтв Телфар (Telfair). Саванна, Джорджія, США
- План міста Модіїн
- Будівля Ситі-голл. Оттава, Канада
- Національна галерея Канади (англ. The National Gallery of Canada). Оттава, Канада
- Яд ва-Шем: Дитячий меморіал[7] та новий центральний музей[8][7]. Єрусалим
- Будівля Єврейського об'єднаного коледжу. Єрусалим, Ізраїль
- Центр Маміла та Селище Давида (англ. Mamilla Centre and David’s Village). Єрусалим, Ізраїль
- Бібліотечна площа. Ванкувер, Канада
- Центр виконавського мистецтва. Ванкувер, Канада
- Прибудова до аеровокзалу номер 3. Міжнародний аеропорт імені Давида Бен-Гуріона, Ізраїль
- Marina Bay Sands. Сінгапур
- Центр виконавської майстерності Кауфмана (англ. Kauffman Center for the Performing Arts). Канзас, США
- Комплекс будівель Єврейського коледжу. Ньютон (Массачусетс), США
- Міжнародний аеропорт Пірсон. Торонто, Канада
- Молитовня комерційної школи Гарварда, випуску 1959. Кембридж (Массачусетс), США
- Могила Іцхака і Леї Рабін. Тель-Авів
- Павільйон «Jean-Noël Desmarais», музею Образотворчих мистецтв. Монреаль, Канада
- Американський Інститут Миру. Вашингтон, США
- Комплекс будівель коледжу імені Елеонори Рузвельт. Сан-Дієго, США
- Музей науки і досліджень. Вічита, Канзас, США
- Будівля Окружного суду Сполучених Штатів. Спрінгфілд (Массачусетс), США
- Штаб-квартира бюро алкоголю, тютюну, зброї і вибухових речовин. Вашингтон, США
- Комплекс кондомініумів «The Esplanade». Кембридж (Массачусетс), США
- Музей цивілізації. Квебек, Канада
- Raffles City Chongqing. Чунцін, Китай.

### Галерея

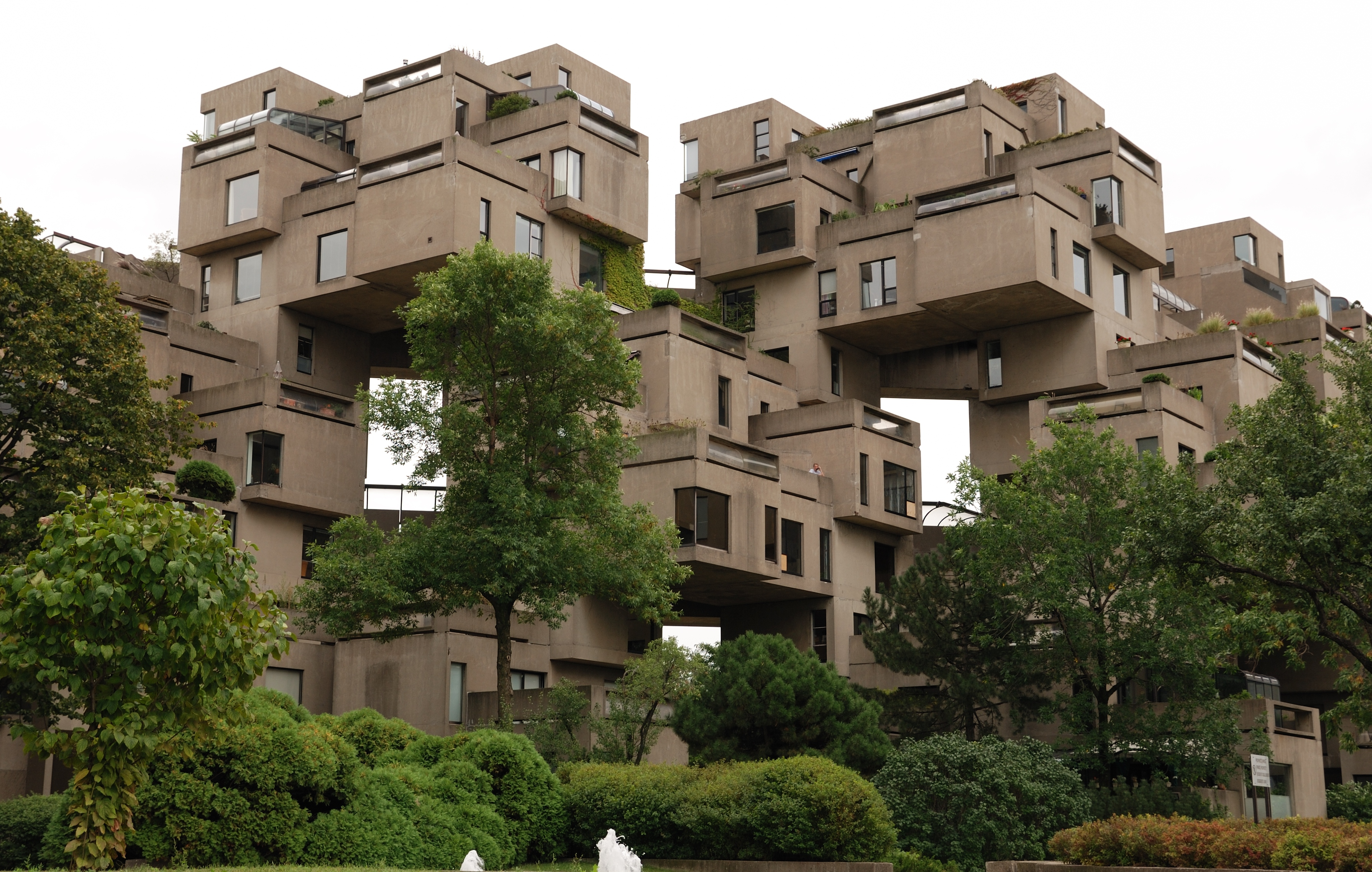
Хабітат 67
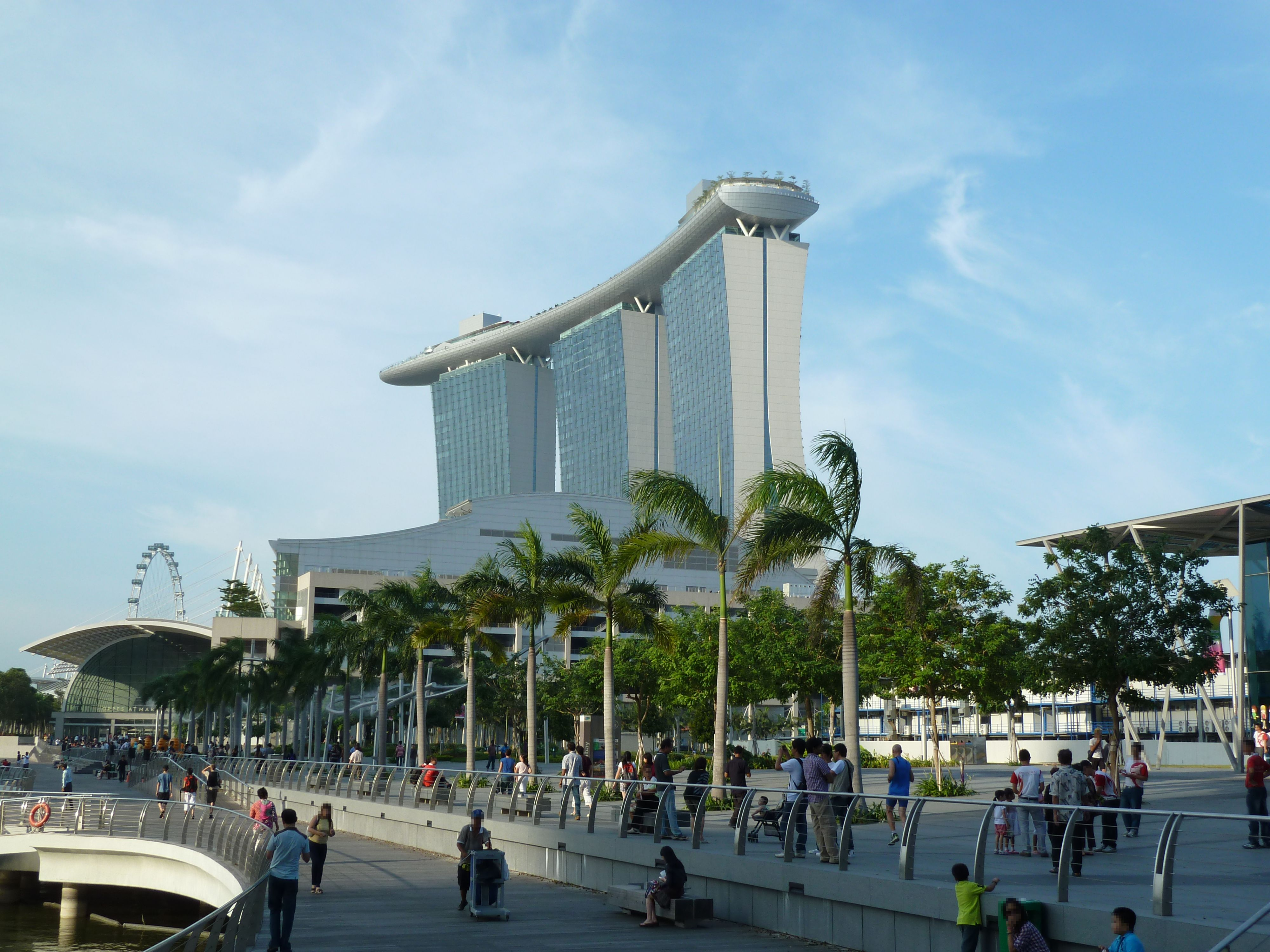
Marina Bay Sands
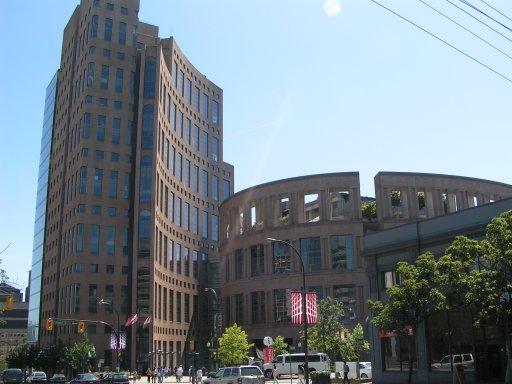
Ванкувер, Британська Колумбія
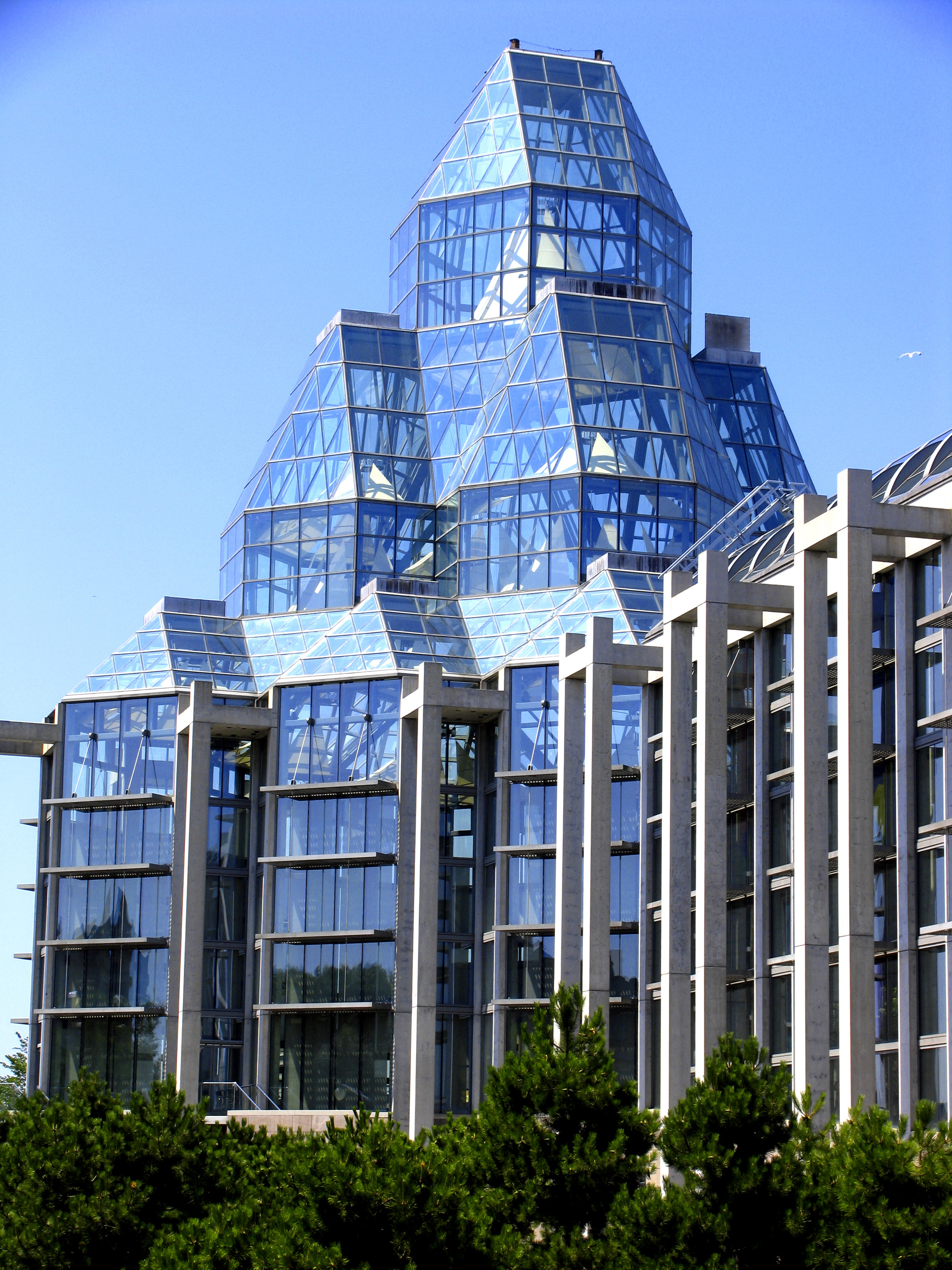
Національна галерея Канади, Оттава
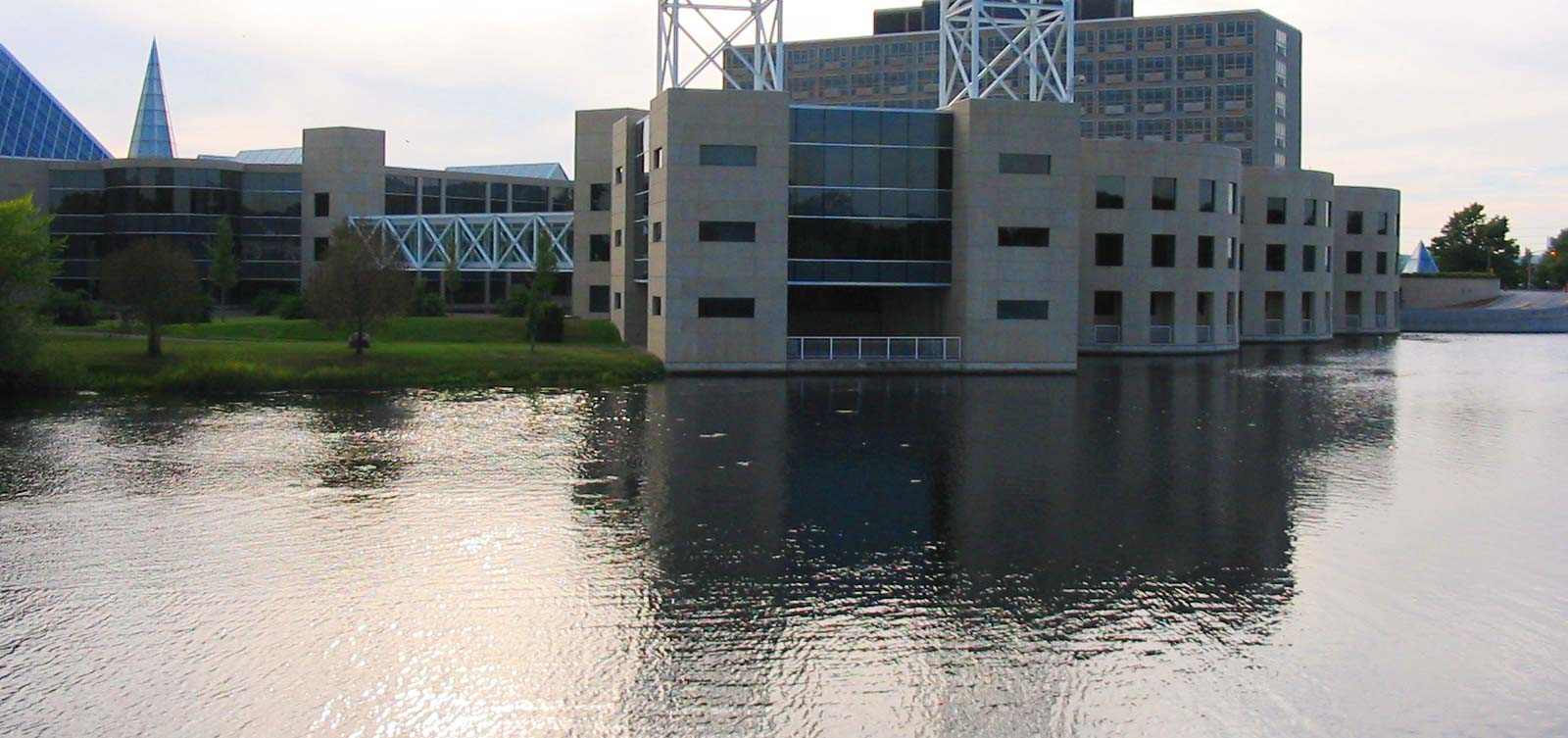
Оттава
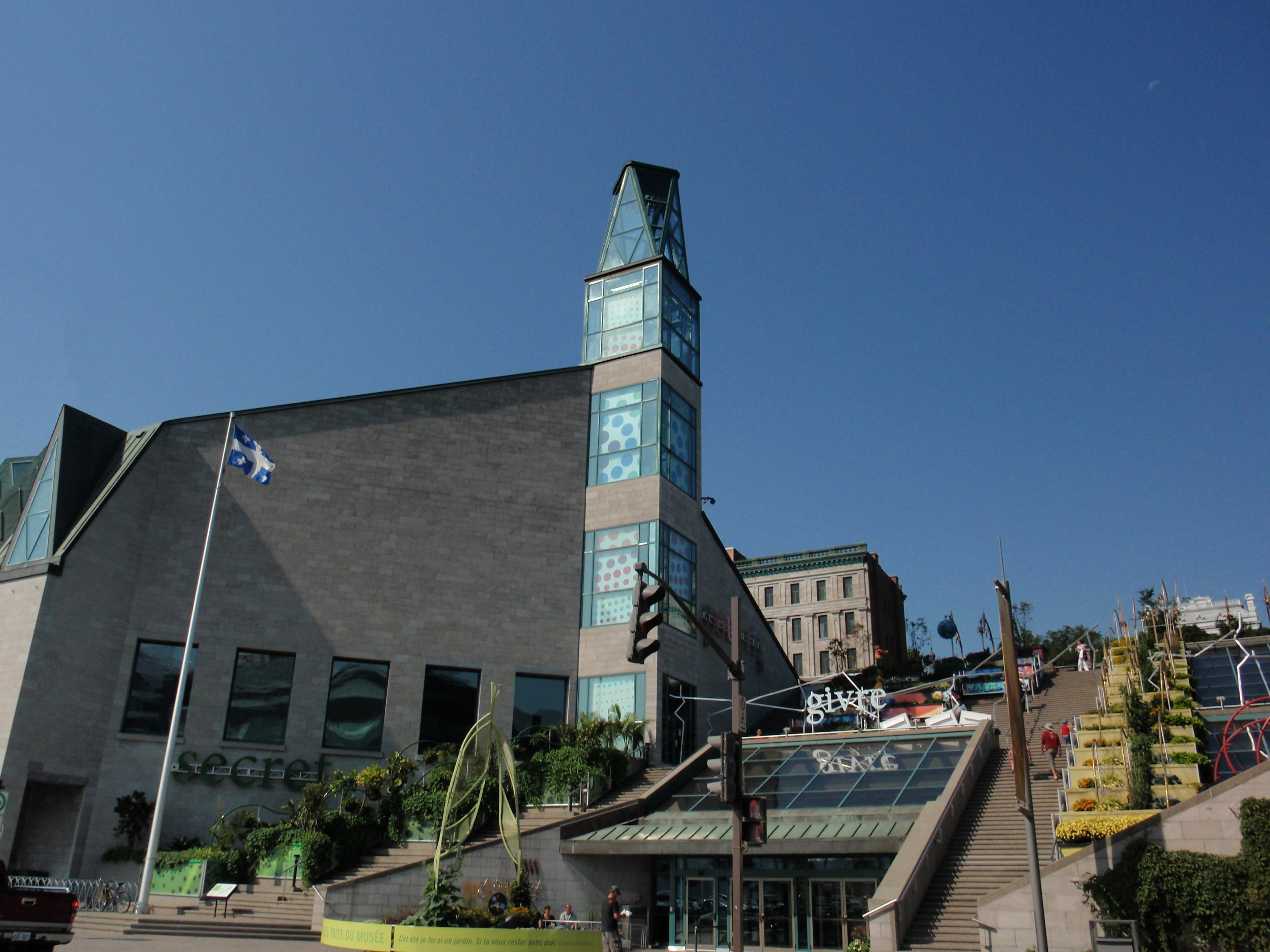
Квебек
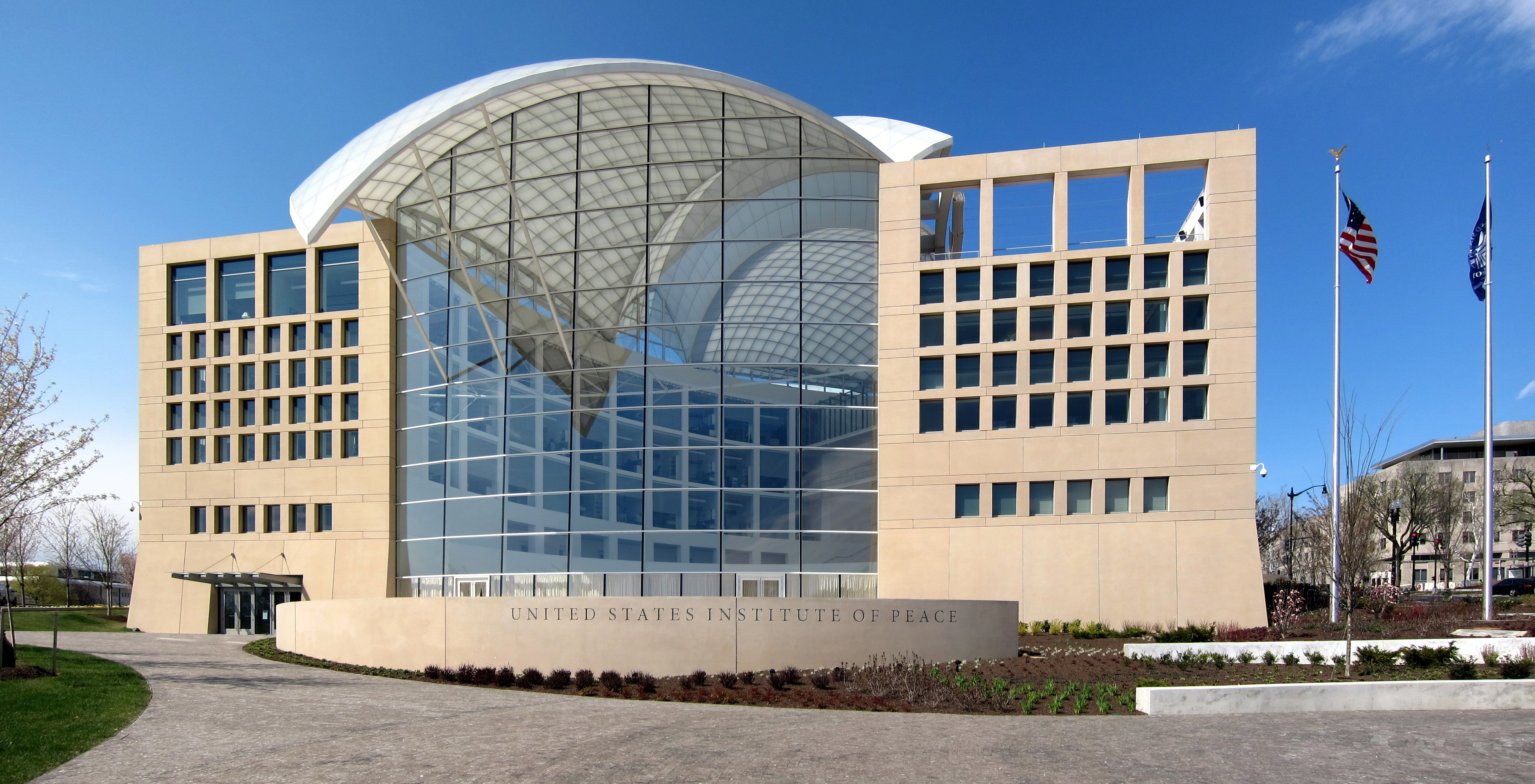
Інститут проблем світу
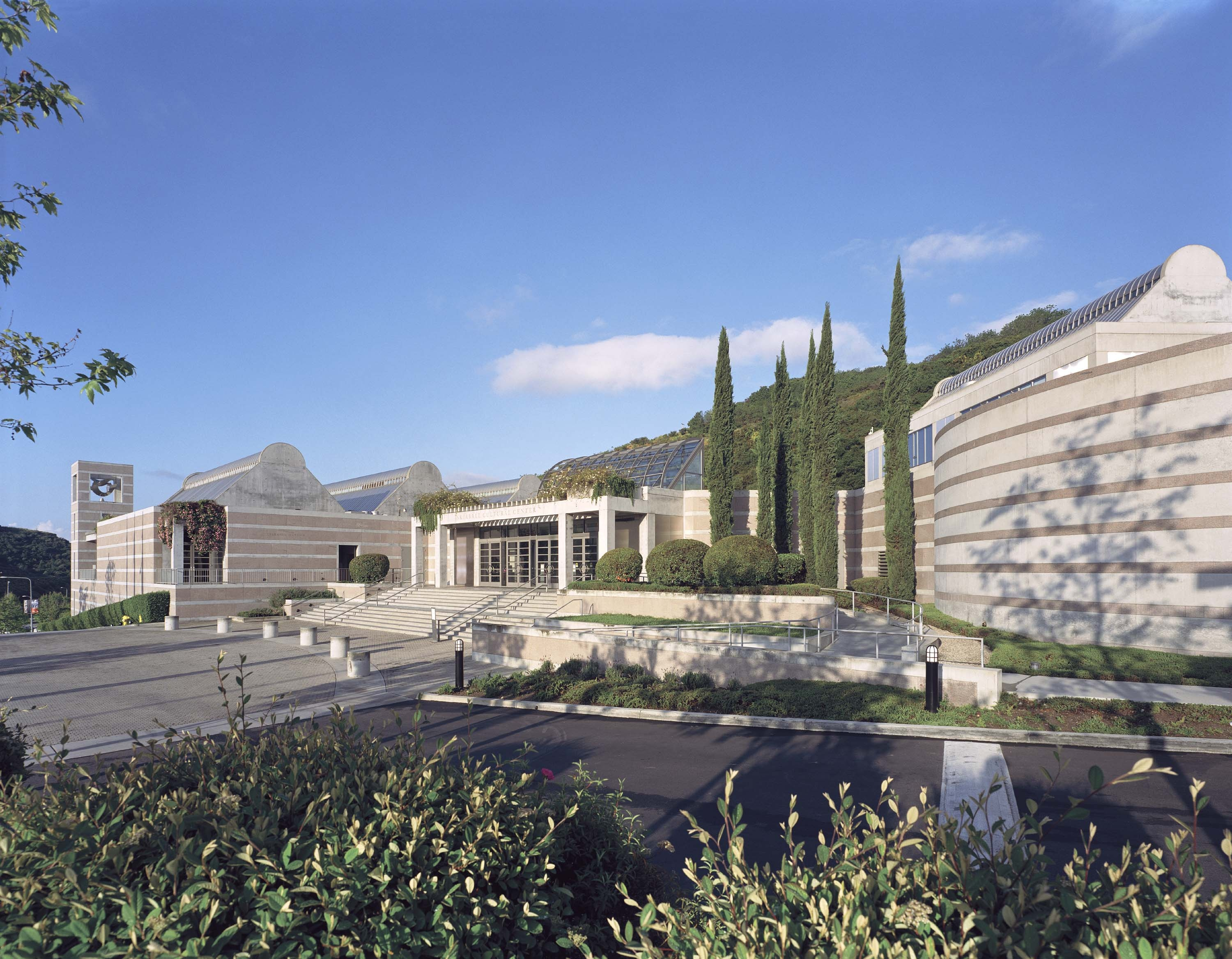
Skirball, Лос-Анджелес

## Публікації
- Beyond Habitat (1970)
- For Everyone A Garden (1974)
- Form & Purpose (1982)
- Beyond Habitat by 20 Years (1987)
- Jerusalem: The Future of the Past (1989)
- The City After the Automobile: An Architect's Vision (1998)[9]
- Yad Vashem — The Architecture of Memory (2006)[10]